# Rhyacophila crispa
Rhyacophila crispa är en nattsländeart som beskrevs av Sun och Yang 1998. Rhyacophila crispa ingår i släktet Rhyacophila och familjen rovnattsländor. Inga underarter finns listade i Catalogue of Life.